# Firewind
I Firewind sono un gruppo musicale power metal greco fondato dal chitarrista Gus G. nel 1998.

## Storia

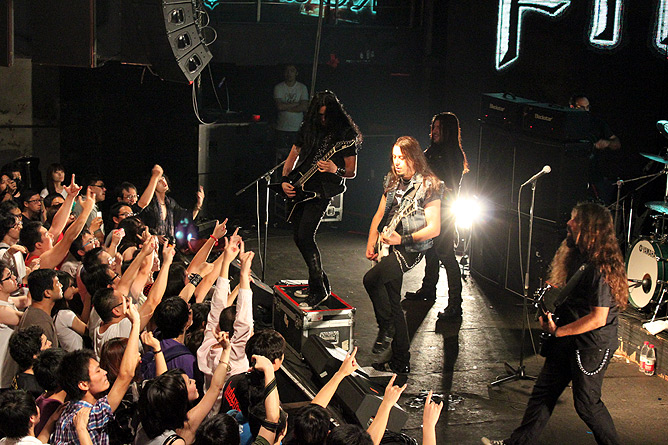
I Firewind in concerto a Shangai nel 2012

La band nacque nel 1998 quando il giovane greco Gus G. (vero nome Kostas Karamitroudis) decise di incidere il demo Nocturnal Symphony assieme ad alcuni amici musicisti degli Stati Uniti.
Il progetto si chiamava Firewind, e doveva servire per far conoscere l'abilità di Gus con la chitarra, nel tentativo di ottenere un vero contratto discografico. Il demo attirò l'attenzione della casa discografica Leviathan Records, ma il progetto subì una temporanea pausa quando Gus entrò a far parte dei gruppi Dream Evil e Mystic Prophecy.
Dopo la pubblicazione degli album d'esordio di questi due gruppi, l'attenzione di Gus tornò al progetto Firewind. Dei membri originari rimaneva solo lui e così David T. Chastain, proprietario della Leviathan Records, inserì nel gruppo il cantante Stephen Fredrick ed il batterista Brian Harris (entrambi ex membri dei Kenziner), mentre Gus arruolò il compagno greco Konstantine. Con questa formazione venne registrato l'album d'esordio del gruppo Between Heaven and Hell.
Il 2003 fu anno di cambiamenti in quanto entrarono nel gruppo il batterista norvegese Stian Kristoffersen ed il bassista greco Petros Christo poiché Gus stava cercando dei membri d'accompagnamento fissi che fossero preparati ad andare in tour.
Così il gruppo registrò Burning Earth e fece un tour in Giappone con Rob Rock che prese il posto del cantante Stephen Fredrick che non era pronto per esibirsi dal vivo (benché questi garantisse il contrario). Al suo rimpiazzo per il Burning the Earth Tour, al cantante dello Sri Lanka Chitral 'Chity' Somapala, fu dato il lavoro full-time. Inoltre Bob Katsionis, che suonava nel gruppo durante i tour, diventò membro permanente del gruppo come tastierista.
I Firewind ottennero un contratto a livello mondiale con la Century Media alla fine dell'anno (2003).
Questa formazione registrò l'album Forged by Fire, ma un paio di mesi più tardi il nuovo cantante Chitral Somapala lasciò il gruppo a causa di divergenze di tipo personale e musicale col resto della band. Quando fu trovato un sostituto, Apollo Papathanasio dei Time Requiem, fu annunciato che anche il batterista Stian Kristoffersen avrebbe lasciato il gruppo, e sarebbe stato rimpiazzato dall'esperto Mark Cross, ex-batterista di molte band famose come Helloween e Metalium.
La ragione della separazione era che Gus voleva avere attorno un set di musicisti che volessero rendere i Firewind la loro priorità numero uno (probabilmente per porre fine all'andirivieni di così tanti musicisti). Inoltre Gus lasciò i Dream Evil, i Mystic Prophecy ed i Nightrage fra il 2004 ed il 2006.
Questa nuova formazione ha registrato l'album Allegiance, che è stato pubblicato nel luglio 2006.
Nel 2008 il gruppo registra l'album The Premonition, che riceve ottime critiche da parte di pubblico e stampa, venendo anche considerato tra le migliori uscite power metal dell'anno.
In primavera partono per il tour di supporto ai Kamelot assieme ai defezionari Visions of Atlantis in favore degli spagnoli Forever Slave, arrivando anche a Milano e ottenendo ottimi pareri anche in sede live.
Verso la fine di novembre 2008 esce Live Premonition, il primo album dal vivo dei Firewind, pubblicato anche con un DVD. Lo show, di ben 22 brani proposti, è stato filmato in occasione del concerto tenutosi a gennaio a Salonicco (Grecia).
Il 12 dicembre viene data notizia della separazione tra la band e il batterista Mark Cross dovuta a "divergenze personali". Cross è stato sostituito da Michael Ehré.
Il chitarrista Gus G. ha annunciato che il nuovo album si intitolerà Days of Defiance e uscirà nell'autunno 2010. Il gruppo ha inoltre registrato la reinterpretazione di Breaking the Law che verrà pubblicata da Metal Hammer UK su un album di tributo ai Judas Priest.

## Formazione

### Formazione attuale
- Herbie Langhans (2020 - presente)
- Gus G. – chitarra (1998, 2001 – presente)
- Petros Christo – basso (2003 – presente)
- Johan Nunez – batteria (2013 – presente)

### Ex componenti
- Henning Basse – (2015 – 2020)
- Apollo Papathanasio – voce (2005 – 2013)
- Chitral Somapala – voce (2004 – 2005)
- Stephen Fredrick – voce (2001 – 2003)
- Brandon Pender – voce (1998)
- Bob Katsionis – tastiere, chitarra ritmica, voce (2004 – 2020)
- Konstantine (Kostas Exarhakis) – basso (2001 – 2003)
- Matt Scurfield – batteria (1998)
- Brian Harris – batteria (2001 – 2003)
- Stian Kristoffersen – batteria (2003 – 2005)
- Mark Cross – batteria (2005 – 2010)
- Michael Ehré – batteria, cori (2010 – 2012)

## Discografia

### Album in studio
- 2002 – Between Heaven and Hell
- 2003 – Burning Earth
- 2005 – Forged by Fire
- 2006 – Allegiance
- 2008 – The Premonition
- 2010 – Days of Defiance
- 2012 – Few Against Many
- 2017 – Immortals
- 2020 – Firewind

### Album dal vivo
- 2008 – Live Premonition
- 2013 – Apotheosis - Live 2012

### Cofanetti
- ? – Forged By Fire / Allegiance (con bonus track)[13]

### Demo
- 1998 – Nocturnal Symphony

### Singoli
- 2006 – Falling to Pieces
- 2007 – Breaking the Silence
- 2008 – Mercenary Man
- 2010 – World on Fire
- 2011 – Embrace the Sun
- 2012 – Wall of Sound
- 2016 – Hands of Time
- 2016 – Ode to Leonidas

## Videografia

### DVD
- 2008 – Live Premonition

### Videoclip
- 2003 – I Am the Anger
- 2004 – The Fire and the Fury
- 2005 – Tyranny
- 2006 – Falling to Pieces
- 2007 – Breaking the Silence
- 2008 – Mercenary Man
- 2008 – Head Up High